# Crypsinus montanus
Crypsinus montanus là một loài thực vật có mạch trong họ Polypodiaceae. Loài này được Sledge miêu tả khoa học đầu tiên năm 1960.